# Nick Bockwinkel
Nick Bockwinkel (6 de dezembro de 1934 – 14 de novembro de 2015) foi um lutador de wrestling profissional estadunidense. Competiu pela American Wrestling Association e National Wrestling Alliance.
Lutou entre 1955 e 1987. Após, trabalhou como road agent na World Wrestling Federation e, em 2007, foi introduzido no WWE Hall of Fame.